# جو بولتون (بازیکن فوتبال)
جو بولتون (انگلیسی: Joe Bolton؛ زادهٔ ۲ فوریهٔ ۱۹۵۵) بازیکن فوتبال اهل بریتانیا است.
از باشگاه‌هایی که در آن بازی کرده‌است می‌توان به باشگاه فوتبال میدلزبرو، باشگاه فوتبال ماتلوک تاون، باشگاه فوتبال ساندرلند، و باشگاه فوتبال شفیلد یونایتد اشاره کرد.